# Igor Zelenay
Igor Zelenay (Trenčín, 2 ottobre 1982) è un ex tennista slovacco.

## Carriera
Ha ottenuto i suoi migliori risultati in doppio vincendo un titolo e disputando altre quattro finali nel circuito maggiore, vanta inoltre svariati titoli nei circuiti minori. Il suo miglior ranking ATP è stato il 50º posto nel luglio 2009. In singolare ha vinto solo due tornei ITF a inizio carriera e dal 2008 ha giocato quasi esclusivamente in doppio. Ha fatto il suo esordio nella squadra slovacca di Coppa Davis nel 2003.

## Statistiche

### Doppio

#### Vittorie (1)
| Legenda doppio            |
| Grande Slam (0)           |
| ATP World Tour Finals (0) |
| ATP Masters 1000 (0)      |
| ATP World Tour 500 (0)    |
| ATP World Tour 250 (1)    |

| N. | Data              | Torneo                               | Superficie  | Compagno     | Avversari in finale              | Punteggio        |
| 1. | 22 settembre 2019 | St. Petersburg Open, San Pietroburgo | Cemento (i) | Divij Sharan | Matteo Berrettini Simone Bolelli | 6-3, 3-6, [10-8] |

#### Finali perse (4)
| Legenda                   |
| Grande Slam (0)           |
| ATP World Tour Finals (0) |
| ATP Masters 1000 (0)      |
| ATP World Tour 500 (0)    |
| ATP World Tour 250 (4)    |

| N. | Data              | Torneo                                                        | Superficie  | Compagno       | Avversari in finale                 | Punteggio        |
| 1. | 28 febbraio 2010  | Delray Beach International Tennis Championships, Delray Beach | Cemento (i) | Philipp Marx   | Bob Bryan Mike Bryan                | 3-6, 6(3)-7      |
| 2. | 10 aprile 2011    | Grand Prix Hassan II, Casablanca                              | Terra rossa | Colin Fleming  | Robert Lindstedt Horia Tecău        | 2-6, 1-6         |
| 3. | 23 settembre 2012 | St. Petersburg Open, San Pietroburgo                          | Cemento (i) | Lukáš Lacko    | Rajeev Ram Nenad Zimonjić           | 2-6, 6-4, [6-10] |
| 4. | 29 luglio 2018    | Swiss Open Gstaad, Gstaad                                     | Terra rossa | Denys Molčanov | Matteo Berrettini Daniele Bracciali | 6(2)-7, 6(5)-7   |

### Tornei minori

#### Singolare

##### Vittorie (2)
| Legenda        |
| -------------- |
| Challenger (0) |
| Futures (2)    |

##### Finali perse (5)
| Legenda        |
| -------------- |
| Challenger (1) |
| Futures (4)    |

| N. | Data        | Torneo                        | Superficie | Avversario in finale | Punteggio |
| 1. | Luglio 2005 | Manchester Trophy, Manchester | Erba       | Daniele Bracciali    | 4-6, 4-6  |

#### Doppio

##### Vittorie (61)
| Legenda tornei minori |
| Challenger (46)       |
| Futures (15)          |

| N.  | Data           | Torneo                                                        | Superficie    | Compagno           | Avversari in finale                        | Punteggio              |
| 1.  | Agosto 2001    | Togliatti Challenger, Togliatti                               | Cemento       | Karol Beck         | Abdul Hamid Makhkamov Dmitri Tomashevich   | 7-5, 4-6, 6-3          |
| 2.  | Novembre 2003  | Czech Indoor Open, Praga                                      | Sintetico (i) | Martin Štěpánek    | Karsten Braasch Jean-Claude Scherrer       | 6-4, 4-6, 6-4          |
| 3.  | Novembre 2004  | Czech Indoor Open, Praga                                      | Sintetico (i) | Lukáš Dlouhý       | Jan Minář Jaroslav Pospíšil                | 6-3, 3-6, 7–6(5)       |
| 4.  | Giugno 2005    | Košice Open, Košice                                           | Terra rossa   | Petr Luxa          | Johan Landsberg Harel Levy                 | 6-4, 6-2               |
| 5.  | Luglio 2007    | Oberstaufen Cup, Oberstaufen                                  | Terra rossa   | Filip Polášek      | Peter Gojowczyk Marc Sieber                | 7-5, 7-5               |
| 6.  | Settembre 2007 | ATP Challenger Trophy, Trnava                                 | Terra rossa   | Filip Polášek      | Diego Junqueira Rubén Ramírez Hidalgo      | 6-1, 6-4               |
| 7.  | Giugno 2008    | Košice Open, Košice                                           | Terra rossa   | Tomasz Bednarek    | Miguel Ángel López Jaén Carles Poch Gradin | 6-1, 4-6, [13-11]      |
| 8.  | Settembre 2008 | ATP Challenger Trophy, Trnava                                 | Terra rossa   | David Škoch        | Daniel Köllerer Michal Mertiňák            | 6-3, 6-1               |
| 9.  | Novembre 2009  | Slovak Open, Bratislava                                       | Cemento (i)   | Philipp Marx       | Leoš Friedl David Škoch                    | 6-4, 6-4               |
| 10. | Dicembre 2009  | ATP Salzburg Indoors, Salisburgo                              | Cemento (i)   | Philipp Marx       | Sanchai Ratiwatana Sonchat Ratiwatana      | 6-4, 7-5               |
| 11. | Ottobre 2010   | Mons Challenger, Mons                                         | Cemento (i)   | Filip Polášek      | Ruben Bemelmans Yannick Mertens            | 3-6, 6-4, [10-5]       |
| 12. | Aprile 2011    | Open Città della Disfida, Barletta                            | Terra rossa   | Lukáš Rosol        | Martin Fischer Andreas Haider-Maurer       | 6-3, 6-2               |
| 13. | Luglio 2011    | Orbetello Challenger, Orbetello                               | Terra rossa   | Julian Knowle      | Romain Jouan Benoît Paire                  | 6-1, 7–6(2)            |
| 14. | Maggio 2012    | Tournoi International de Bordeaux, Bordeaux                   | Terra rossa   | Martin Kližan      | Olivier Charroin Jonathan Marray           | 7–6(5), 4-6, [10-4]    |
| 15. | Novembre 2012  | Tali Open, Helsinki                                           | Cemento (i)   | Michail Elgin      | Uladzimir Ihnacik Jimmy Wang               | 4-6, 7–6(0), [10-4]    |
| 16. | Giugno 2013    | Košice Open, Košice                                           | Terra rossa   | Kamil Čapkovič     | Gero Kretschmer Alexander Satschko         | 6-4, 7–6(5)            |
| 17. | Settembre 2013 | Città di Como Challenger, Como                                | Terra rossa   | Rameez Junaid      | Marco Crugnola Stefano Ianni               | 7-5, 7–6(2)            |
| 18. | Giugno 2014    | Internazionali Città di Vicenza, Vicenza                      | Terra rossa   | Andrej Martin      | Mateusz Kowalczyk Błażej Koniusz           | 6-1, 7-5               |
| 19. | Luglio 2014    | Braunschweig Open, Braunschweig                               | Terra rossa   | Andreas Siljeström | Rameez Junaid Michal Mertiňák              | 7-5, 6-4               |
| 20. | Marzo 2015     | Kazan Kremlin Cup, Kazan'                                     | Cemento (i)   | Michail Elgin      | Andrea Arnaboldi Matteo Viola              | 6-3, 6-3               |
| 21. | Maggio 2015    | Heilbronner Neckarcup, Heilbronn                              | Terra rossa   | Mateusz Kowalczyk  | Dominik Meffert Tim Pütz                   | 6-4, 6-3               |
| 22. | Giugno 2015    | TK Sparta Praga Challenger, Praga                             | Terra rossa   | Mateusz Kowalczyk  | Roberto Maytín Miguel Ángel Reyes Varela   | 6-2, 7–6(5)            |
| 23. | Agosto 2015    | Internazionali di Tennis del Friuli Venezia Giulia, Cordenons | Terra rossa   | Andrej Martin      | Dino Marcan Antonio Šančić                 | 6-4, 5-7, [10-8]       |
| 24. | Novembre 2015  | Slovak Open, Bratislava                                       | Cemento (i)   | Ilija Bozoljac     | Ken Skupski Neal Skupski                   | 7–6(3), 4-6, [10-5]    |
| 25. | Novembre 2015  | Trofeo Città di Brescia, Brescia                              | Cemento (i)   | Ilija Bozoljac     | Mirza Bašić Nikola Mektić                  | 6-0, 6-3               |
| 26. | Marzo 2016     | Kazan Kremlin Cup, Kazan'                                     | Cemento (i)   | Aljaksandr Bury    | Konstantin Kravčuk Philipp Oswald          | 6-2, 4-6, [10-6]       |
| 27. | Giugno 2016    | Czech Open, Prostějov                                         | Terra rossa   | Aljaksandr Bury    | Julio Peralta Hans Podlipnik-Castillo      | 6-4, 6-4               |
| 28. | Luglio 2016    | I. ČLTK Prague Open, Praga                                    | Terra rossa   | Julian Knowle      | Facundo Argüello Julio Peralta             | 6-4, 7-5               |
| 29. | Febbraio 2017  | Open Quimper, Quimper                                         | Cemento (i)   | Michail Elgin      | Ken Skupski Neal Skupski                   | 2-6, 7-5, [10-5]       |
| 30. | Febbraio 2017  | Challenger La Manche, Cherbourg                               | Cemento (i)   | Roman Jebavý       | Dino Marcan Tristan-Samuel Weissborn       | 7–6(4), 6(4)–7, [10-6] |
| 31. | Aprile 2017    | Internazionali di Tennis d'Abruzzo, Francavilla al Mare       | Terra rossa   | Julian Knowle      | Rameez Junaid Kevin Krawietz               | 2-6, 6-2, [10-7]       |
| 32. | Luglio 2017    | Braunschweig Open, Braunschweig                               | Terra rossa   | Julian Knowle      | Gero Kretschmer Kevin Krawietz             | 6-3, 7–6(3)            |
| 33. | Marzo 2018     | Zhuhai Open, Zhuhai                                           | Cemento       | Denys Molčanov     | Aljaksandr Bury Peng Hsien-yin             | 7-5, 7–6(4)            |
| 34. | Aprile 2018    | Open Città della Disfida, Barletta                            | Terra rossa   | Denys Molčanov     | Ariel Behar Máximo González                | 6-1, 6-2               |
| 35. | Aprile 2018    | Tunis Open, Tunisi                                            | Terra rossa   | Denys Molčanov     | Jonathan Eysseric Joe Salisbury            | 7–6(4), 6-2            |
| 36. | Giugno 2018    | Czech Open, Prostějov                                         | Terra rossa   | Denys Molčanov     | Pablo Cuevas Martín Cuevas                 | 4-6, 6-3, [10-7]       |
| 37. | Agosto 2018    | Internazionali del Friuli Venezia Giulia, Cordenons           | Terra rossa   | Denys Molčanov     | Andrej Martin Daniel Muñoz de la Nava      | 3-6, 6-3, [11-9]       |
| 38. | Novembre 2018  | Slovak Open, Bratislava                                       | Cemento (i)   | Denys Molčanov     | Ramkumar Ramanathan Andrėj Vasileŭski      | 6-2, 3-6, [11-9]       |
| 39. | Aprile 2019    | Open Città della Disfida, Barletta                            | Terra rossa   | Denys Molčanov     | Tomislav Brkić Tomislav Draganja           | 7–6(1), 6-4            |
| 40. | Aprile 2019    | Internazionali d'Abruzzo, Francavilla al Mare                 | Terra rossa   | Denys Molčanov     | Guillermo Durán David Vega Hernández       | 6-3, 6-2               |
| 41. | Agosto 2019    | Schwaben Open, Augusta                                        | Terra rossa   | Andrėj Vasileŭski  | Ivan Sabanov Matej Sabanov                 | 4-6, 6-4, [10-3]       |
| 42. | Agosto 2020    | Ostrava Open, Ostrava                                         | Terra rossa   | Artem Sitak        | Karol Drzewiecki Szymon Walków             | 7-5, 6-4               |
| 43. | Agosto 2021    | Liberec Open, Liberec                                         | Terra rossa   | Roman Jebavý       | Geoffrey Blancaneaux Maxime Janvier        | 6-2, 6(6)–7, [10-5]    |
| 44. | Ottobre 2021   | Ismaning Challenger, Ismaning                                 | Sintetico (i) | Andre Begemann     | Marek Gengel Tomáš Macháč                  | 6-2, 6-4               |
| 45. | Aprile 2022    | Open Comunidad de Madrid, Madrid                              | Terra rossa   | Adam Pavlásek      | Rafael Matos David Vega Hernández          | 6-3, 3-6, [10-6]       |
| 46. | Maggio 2022    | Zagreb Open, Zagabria                                         | Terra rossa   | Adam Pavlásek      | Domagoj Bilješko Andrej Čepelev            | 4-6, 6-3, [10-2]       |

##### Finali perse (39)
| Legenda tornei minori |
| Challenger (30)       |
| Futures (9)           |

| N.  | Data           | Torneo                                              | Superficie    | Compagno             | Avversari in finale                | Punteggio            |
| 1.  | Settembre 2001 | Zabrze Challenger, Zabrze                           | Terra rossa   | Karol Beck           | Julian Knowle Michael Kohlmann     | 1-6, 6(5)–7          |
| 2.  | Novembre 2001  | Czech Indoor Open, Praga                            | Cemento (i)   | Karol Beck           | Lukáš Dlouhý David Miketa          | 1-6, 6-4, 3-6        |
| 3.  | Settembre 2007 | Düsseldorf Open, Düsseldorf                         | Terra rossa   | Filip Polášek        | Fabio Colangelo Philipp Marx       | 6-3, 3-6, [7-10]     |
| 4.  | Ottobre 2007   | Open de Rennes, Rennes                              | Sintetico (i) | Filip Polášek        | Philipp Petzschner Björn Phau      | 2-6, 2-6             |
| 5.  | Febbraio 2008  | Internazionali di Bergamo, Bergamo                  | Cemento (i)   | James Cerretani      | Simone Bolelli Andreas Seppi       | 3-6, 0-6             |
| 6.  | Maggio 2008    | Ostrava Open, Ostrava                               | Terra rossa   | Jan Hernych          | Serhij Stachovs'kyj Tomáš Zíb      | 6(6)–7, 6-3, [12-14] |
| 7.  | Agosto 2008    | Internazionali del Friuli Venezia Giulia, Cordenons | Terra rossa   | David Škoch          | Marco Crugnola Alessio di Mauro    | 6-1, 4-6, [6-10]     |
| 8.  | Agosto 2008    | Istanbul Challenger, Istanbul                       | Cemento       | David Škoch          | Michael Kohlmann Frank Moser       | 6(4)–7, 4-6          |
| 9.  | Settembre 2008 | Düsseldorf Challenger, Düsseldorf                   | Terra rossa   | Lukáš Rosol          | Jan Hájek Tomáš Zíb                | 6-1, 2-6, [7-10]     |
| 10. | Settembre 2008 | Open d'Orléans, Orléans                             | Cemento (i)   | Jean-Claude Scherrer | Serhij Stachovs'kyj Lovro Zovko    | 6(7)–7, 4-6          |
| 11. | Marzo 2009     | Internationaux du Doubs, Besançon                   | Cemento (i)   | David Škoch          | Karol Beck Jaroslav Levinský       | 6-2, 5-7, [7-10]     |
| 12. | Novembre 2009  | Challenger Eckental, Eckental                       | Sintetico (i) | Philipp Marx         | Michael Kohlmann Alexander Peya    | 4-6, 6(4)–7          |
| 13. | Novembre 2009  | Aachen Challenger, Aquisgrana                       | Sintetico (i) | Philipp Marx         | Rohan Bopanna Aisam Qureshi        | 4-6, 6(6)–7          |
| 14. | Marzo 2012     | Sarajevo Indoors, Sarajevo                          | Cemento (i)   | Michal Mertiňák      | Dustin Brown Jonathan Marray       | 6(2)–7, 6-2, [9-11]  |
| 15. | Aprile 2012    | Open Città della Disfida, Barletta                  | Terra rossa   | Jonathan Marray      | Johan Brunström Dick Norman        | 4-6, 5-7             |
| 16. | Aprile 2012    | Tennis Napoli Cup, Napoli                           | Terra rossa   | Rameez Junaid        | Laurynas Grigelis Alessandro Motti | 4-6, 4-6             |
| 17  | Maggio 2012    | I. ČLTK Prague Open, Praga                          | Terra rossa   | Martin Kližan        | Lukáš Rosol Horacio Zeballos       | 5-7, 6-2, [10-12]    |
| 18. | Marzo 2013     | Sarajevo Indoors, Sarajevo                          | Cemento (i)   | Karol Beck           | Mirza Bašić Tomislav Brkić         | 3-6, 5-7             |
| 19. | Luglio 2013    | Braunschweig Open, Braunschweig                     | Terra rossa   | Andreas Siljeström   | Tomasz Bednarek Mateusz Kowalczyk  | 2-6, 6(4)–7          |
| 20. | Settembre 2014 | Szczecin Open, Stettino                             | Terra rossa   | Tomasz Bednarek      | Dustin Brown Jan-Lennard Struff    | 2-6, 4-6             |
| 21. | Giugno 2015    | Czech Open, Prostějov                               | Terra rossa   | Mateusz Kowalczyk    | Julian Knowle Philipp Oswald       | 6-4, 3-6, [9-11]     |
| 22. | Settembre 2015 | Trophée des Alpilles, Saint-Rémy-de-Provence        | Terra rossa   | Andrej Martin        | Ken Skupski Neal Skupski           | 4-6, 1-6             |
| 23. | Ottobre 2015   | Mons Challenger, Mons                               | Cemento (i)   | Rameez Junaid        | Ruben Bemelmans Philipp Petzschner | 3-6, 1-6             |
| 24. | Maggio 2017    | Heilbronner Neckarcup, Heilbronn                    | Terra rossa   | Adil Shamasdin       | Roman Jebavý Antonio Šančić        | 4-6, 1-6             |
| 25. | Maggio 2017    | Venice Challenge Save Cup, Mestre                   | Terra rossa   | Julian Knowle        | Ken Skupski Neal Skupski           | 7-5, 4-6, [5-10]     |
| 26. | Agosto 2017    | Internazionali del Friuli Venezia Giulia, Cordenons | Terra rossa   | Matwé Middelkoop     | Roman Jebavý Zdeněk Kolář          | 2-6, 3-6             |
| 27. | Marzo 2018     | Pingshan Open, Shenzhen                             | Cemento       | Denys Molčanov       | Hsieh Cheng-peng Rameez Junaid     | 6(3)–7, 3-6          |
| 28. | Febbraio 2022  | Città di Forlì IV, Forlì                            | Cemento (i)   | Antonio Šančić       | Victor Vlad Cornea Fabian Fallert  | 4-6, 6-3, [2-10]     |
| 29. | Giugno 2022    | Emilia-Romagna Tennis Cup, Parma                    | Terra rossa   | Denys Molčanov       | Luciano Darderi Fernando Romboli   | 2-6, 3-6             |
| 30. | 8 ottobre 2022 | Parma Challenger, Parma                             | Terra rossa   | Luis David Martínez  | Tomislav Brkić Nikola Ćaćić        | 2-6, 2-6             |

## Risultati in progressione
| Sigla | Risultato               |
| ----- | ----------------------- |
| V     | Vincitore               |
| F     | Finalista               |
| SF    | Semifinalista           |
| O     | Oro olimpico            |
| A     | Argento olimpico        |
| SF    | Bronzo olimpico         |
| QF    | Quarti di Finale        |
| 4T    | Quarto turno            |
| 3T    | Terzo turno             |
| 2T    | Secondo turno           |
| 1T    | Primo turno             |
| RR    | Round Robin             |
| LQ    | Turno di qualificazione |
| A     | Assente                 |
| ND    | Non disputato           |

| Legenda superfici    |
| -------------------- |
| Cemento              |
| Terra battuta        |
| Erba                 |
| Superficie variabile |

### Doppio
| Tornei Grande Slam         |     |               |               |               |     |               |               |               |     |               |               |               |               |     |       |
| Australian Open, Melbourne | A   | A             | 3T            | 2T            | 1T  | 1T            | A             | A             | 1T  | A             | A             | 2T            | 1T            | 1T  | 4-8   |
| Open di Francia, Parigi    | A   | 3T            | 1T            | 1T            | A   | 1T            | A             | A             | A   | A             | A             | 2T            | 1T            | A   | 3-6   |
| Wimbledon, Londra          | 3T  | 3T            | 2T            | 1T            | 1T  | 1T            | 1T            | 1T            | 1T  | 1T            | Q2            | 1T            | ND            | 1T  | 5-12  |
| US Open, New York          | A   | 1T            | 2T            | 1T            | A   | A             | A             | A             | A   | A             | A             | 1T            | A             | A   | 1-4   |
| Vittorie-Sconfitte         | 2-1 | 4-3           | 4-4           | 1-4           | 0-2 | 0-3           | 0-1           | 0-1           | 0-2 | 0-1           | 0-0           | 2-4           | 0-2           | 0-2 | 13-30 |
| Giochi Olimpici            |     |               |               |               |     |               |               |               |     |               |               |               |               |     |       |
| Giochi Olimpici            | A   | Non disputati | Non disputati | Non disputati | A   | Non disputati | Non disputati | Non disputati | 1T  | Non disputati | Non disputati | Non disputati | Non disputati | A   | 0-1   |
| Vittorie-Sconfitte         | 0-0 | Non disputati | Non disputati | Non disputati | 0-0 | Non disputati | Non disputati | Non disputati | 0-1 | Non disputati | Non disputati | Non disputati | Non disputati | 0-0 | 0-1   |